# Wohnhausgruppe Hagenauer Straße
Die Wohnhausgruppe Hagenauer Straße befindet sich in Bremen, Stadtteil Schwachhausen, Ortsteil Gete. Die Häuser entstanden von 1906 bis 1909 nach Plänen von verschiedenen Architekten. Sie stehen seit 1977 unter Bremer Denkmalschutz.

## Geschichte
Die zweigeschossigen, verklinkerten (5–11) bzw. verputzten (15/17) Häuser mit Satteldach und Souterraingeschoss wurden von 1906 bis 1909 in der Epoche der Jahrhundertwende im Reformstil gebaut.

- Die Häuser Nr. 5 (für den Kaufmann Ernst Albers), 7 (für den Künstler und Professor Walter Magnussen), 9 (für Den Architekten Carl Eeg) und 11 (für Staatsanwalt und Oberregierungsrat Arno Jüdefeind) planten die Architekten Carl Eeg und Eduard Runge und das Bauunternehmen Rutenberg baute sie.
- Die Häuser Nr. 15 und 17 mit einem Zwerchgiebel bzw. Giebelrisalitplante und baute Heinrich Rutenberg zum weiteren Verkauf.
- Haus Nr. 13 ist ein nicht denkmalgeschütztes dreigeschossiges Gebäude mit Tiefgarage, das nach 1970 entstand.

Die Häuser fügen sich ein in eine zwei- bis dreigeschossige, geschlossene Wohnbebauung – zumeist aus derselben Zeit – in der nach der Stadt Hagenau im Elsass benannten Straße.
Von Eeg und Runge stammen in Schwachhausen u. a. das Haus Biermann in der Wohnhausgruppe Blumenthalstraße und die Villa Knüppel, Blumenthalstraße 17. 
Die Häuser werden für Wohnzwecke genutzt.

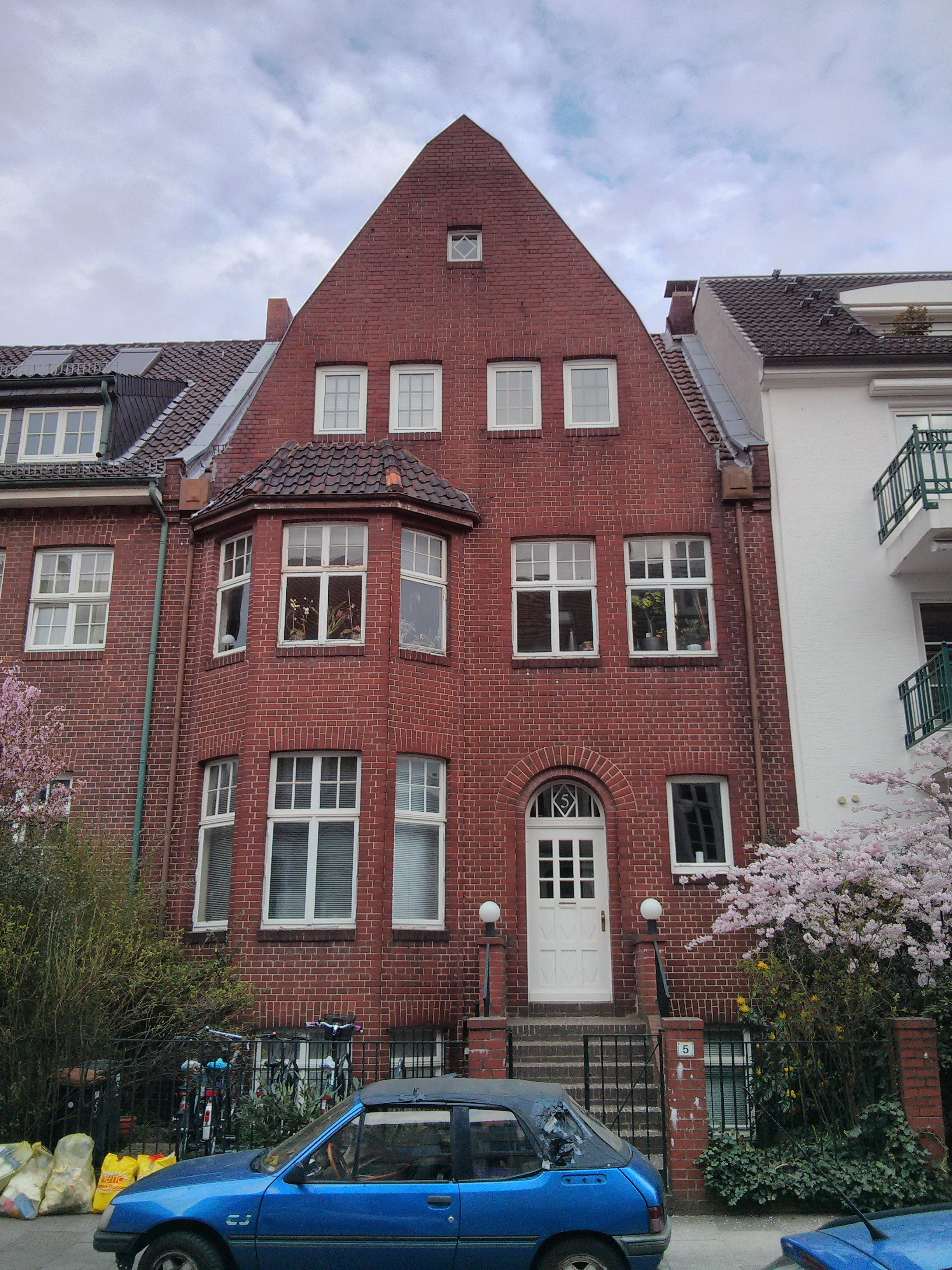
Nr. 5, Eeg/Runge/Rutenberg
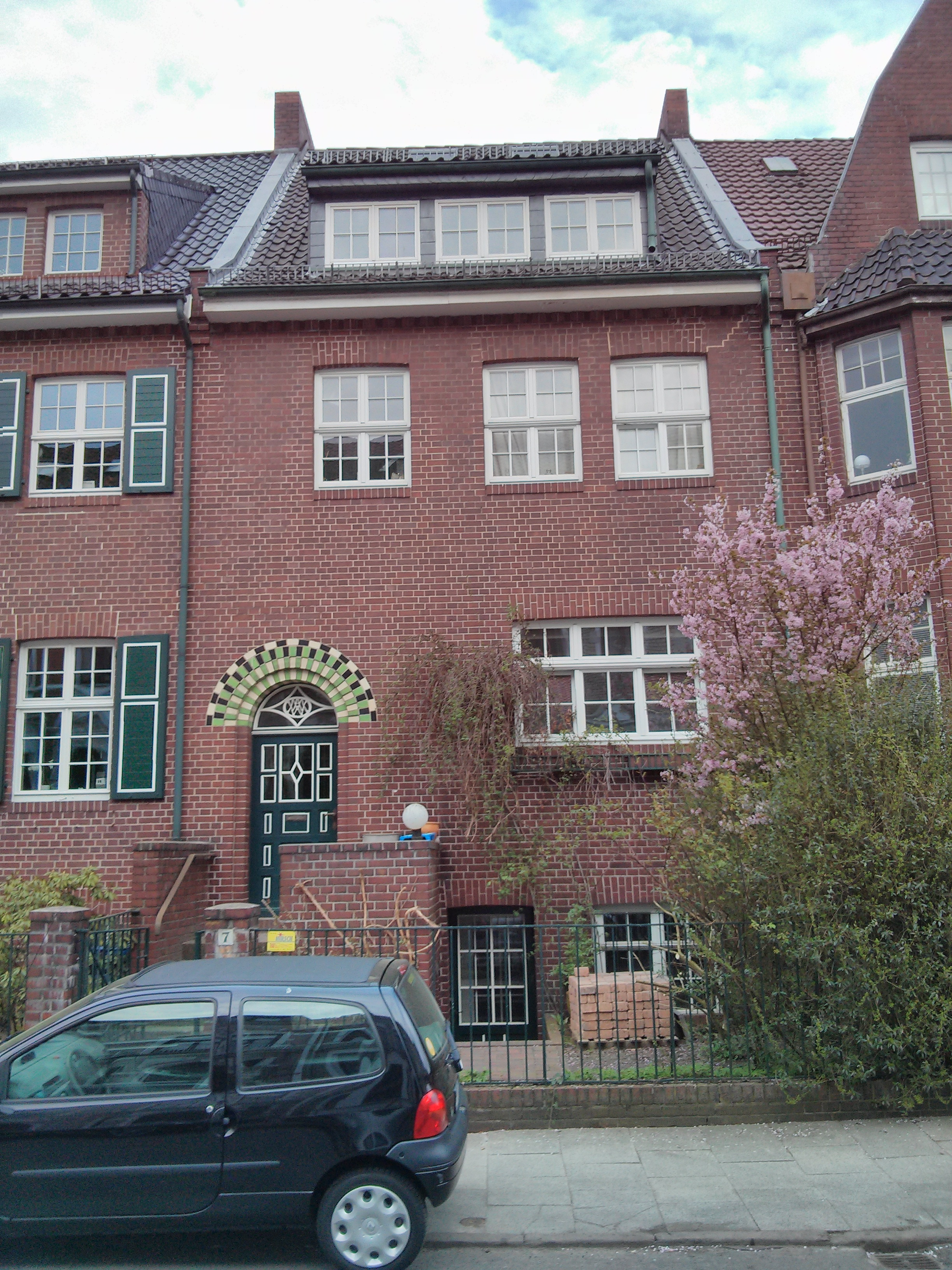
Nr. 7, Eeg/Runge/Rutenberg
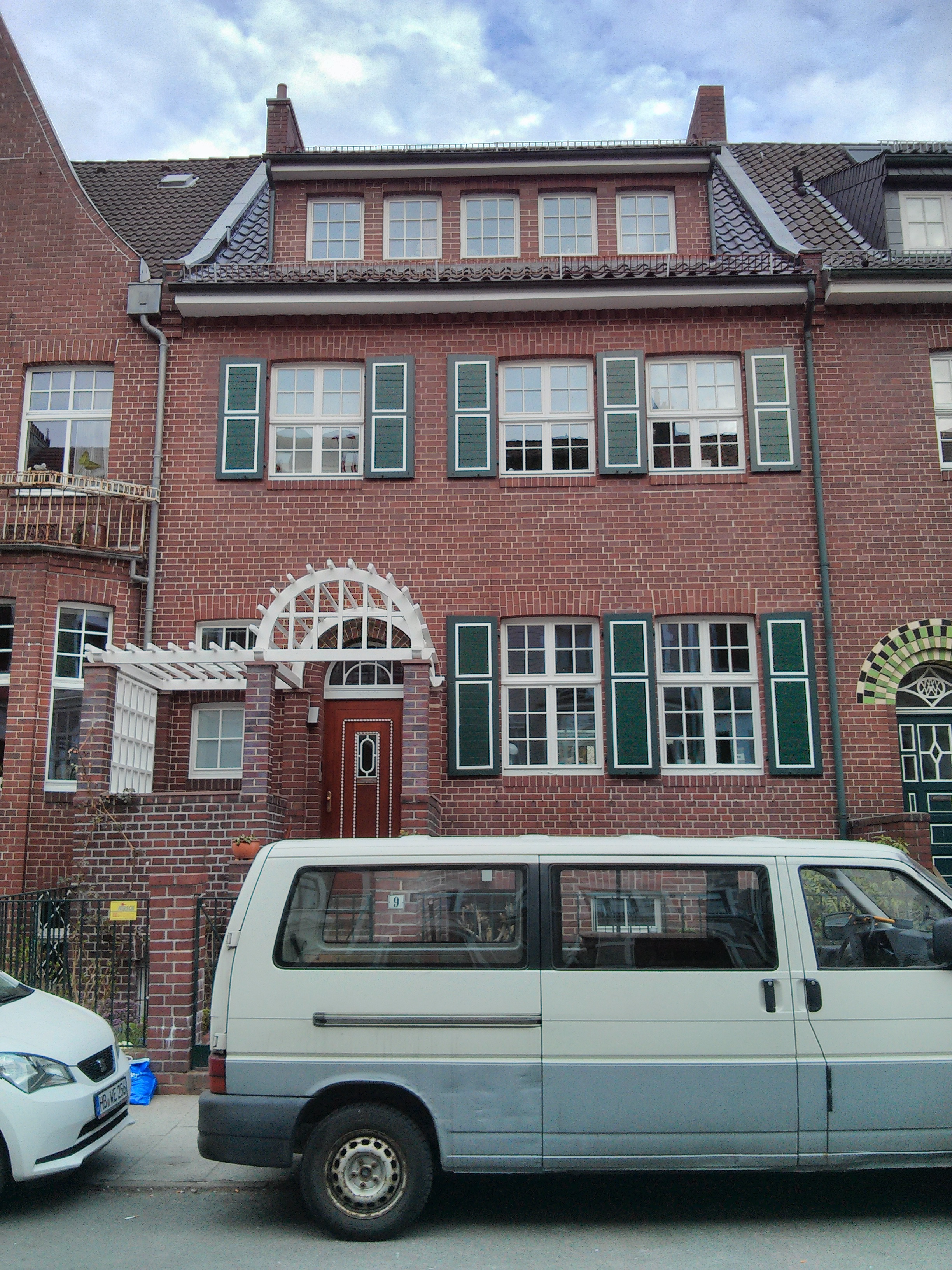
Nr. 9, Eeg/Runge/Rutenberg
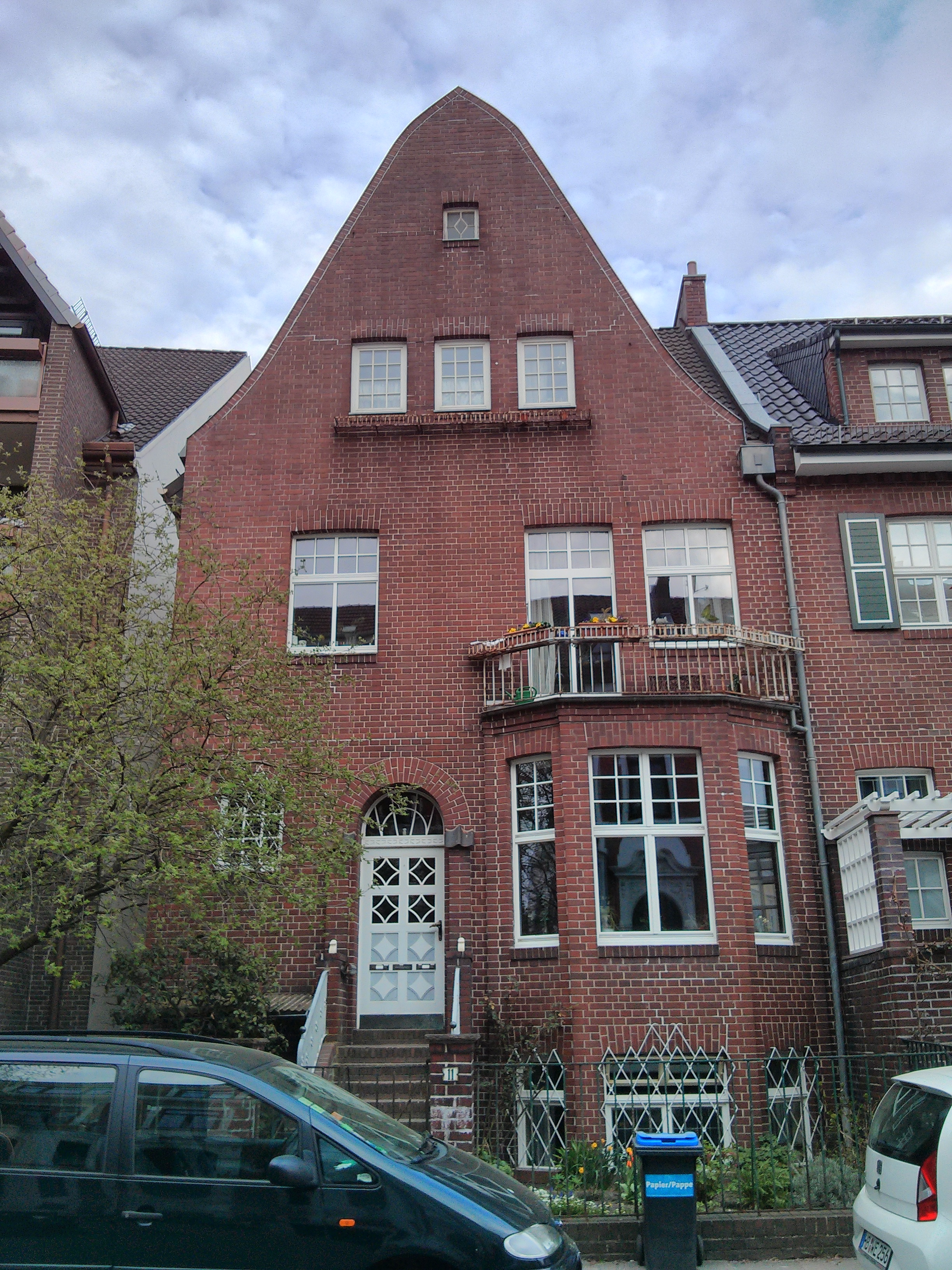
Nr. 11, Eeg/Runge/Rutenberg
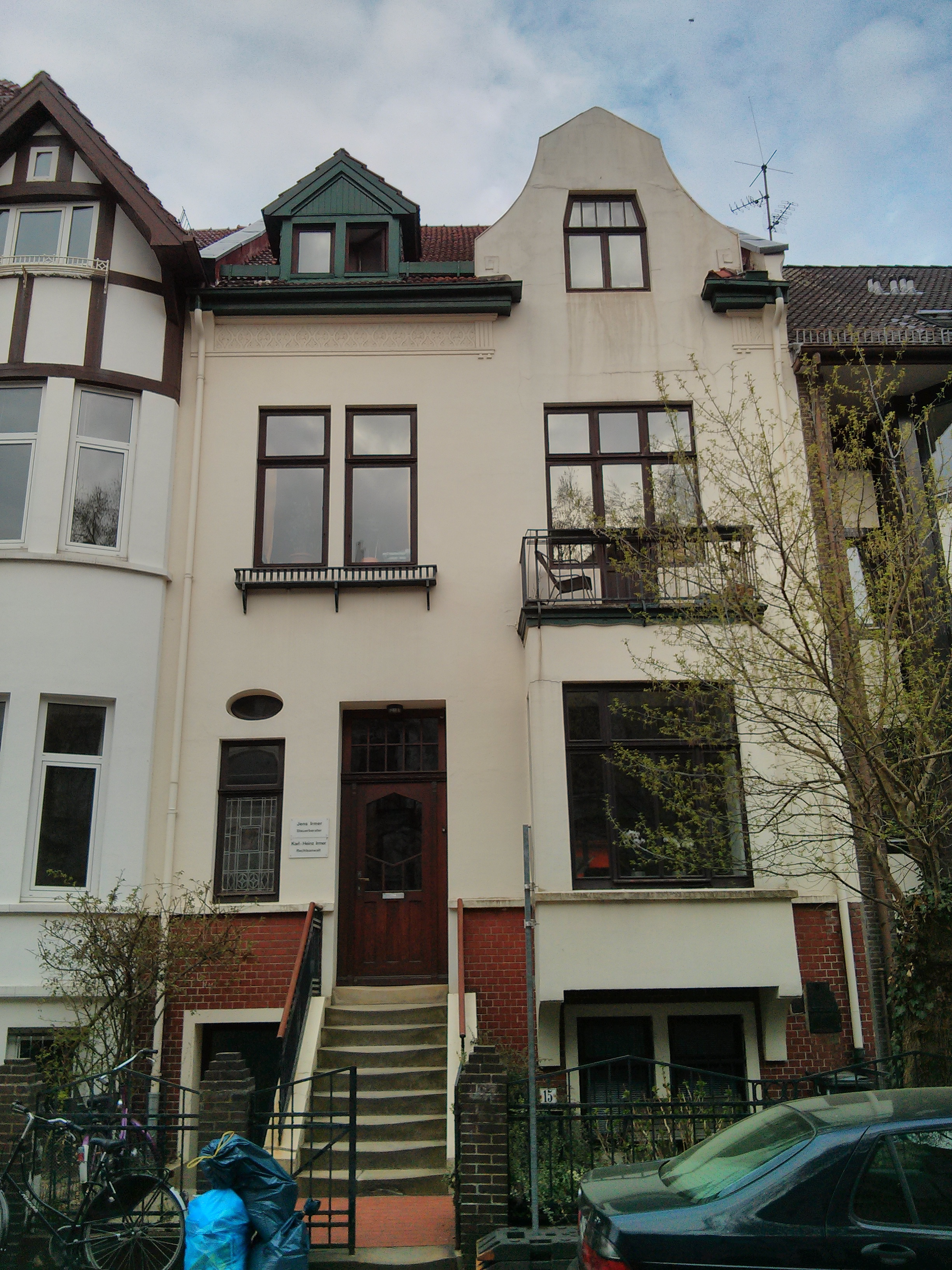
Nr. 15, Rutenberg
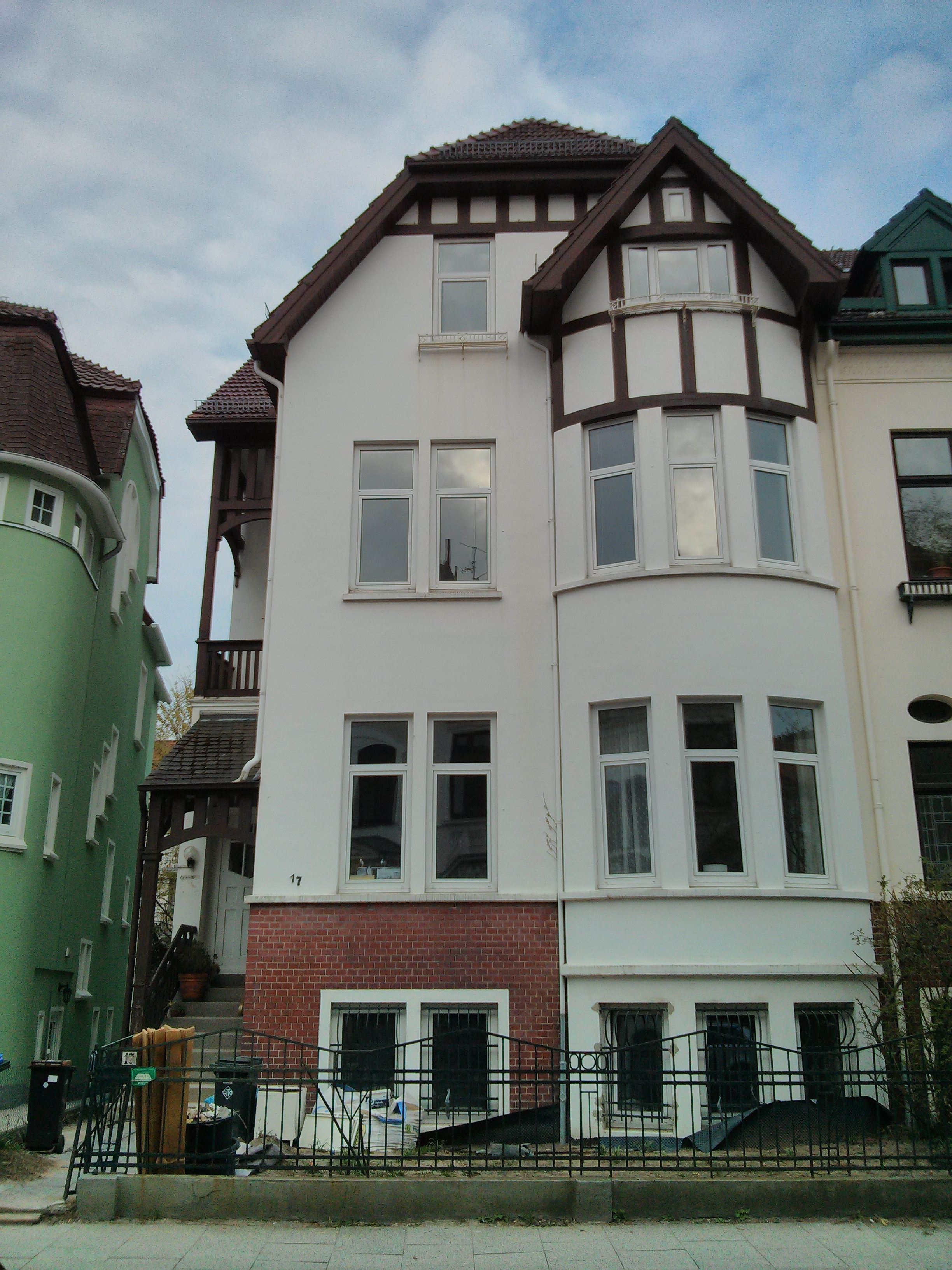
Nr. 17, Rutenberg